# Durcissement structural
 (février 2025).
Le durcissement structural est comme son nom l'indique un procédé permettant de durcir un alliage de métaux. Il nécessite un alliage métastable, dont la forme stable à température ambiante est un composé intermétallique constitué de deux phases différentes. Un recuit à l'intérieur du nez du diagramme TTT entraîne la germination de précipités de différentes nouvelles phases plus ou moins stables.
Ces précipités, qu'ils  soient cohérents ou incohérents avec la phase principale constituent des obstacles sur le chemin des dislocations ce qui augmente la dureté ainsi que les propriétés en traction du matériau. En effet, la mobilité des dislocations étant perturbée, la limite d'élasticité s'en retrouve augmentée.

## Mécanisme de déformation
Les précipités forment donc un obstacle à la déformation plastique. Le franchissement des précipités par les dislocations peut se faire de deux manières :
- par cisaillement : si le précipité est cohérent, la dislocation peut franchir l'interface et se propager dans le précipité ; le durcissement provient de la difficulté à franchir les interfaces, du désaccord entre les deux réseaux ;
- par contournement : la dislocation contourne le précipité et laisse derrière elle une boucle de dislocation autour du précipité : c'est le mécanisme d'Orowan.